# Yoshimuraite
La yoshimuraite è un minerale appartenente al supergruppo della seidozerite.